# Estación Marcos Juárez
Marcos Juárez es una estación ferroviaria ubicada en la ciudad homónima, Provincia de Córdoba, Argentina.

## Servicios
La estación corresponde al Ferrocarril General Bartolomé Mitre de la red ferroviaria argentina.
Se encuentra actualmente con operaciones de pasajeros, transitando por sus vías transita el servicio Retiro-Córdoba de la empresa estatal Trenes Argentinos Operadora Ferroviaria, haciendo parada desde el mes de abril de 2019.